# Martina Majerle
Martina Majerle (Opatija, República Socialista de Croacia, RFS de Yugoslavia, 2 de mayo de 1980) es una cantante croata. Representó a Eslovenia en el Festival de la Canción de Eurovisión 2009 junto al cuarteto de cuerda Quartissimo con la canción «Love Symphony». Participaron en la segunda semifinal, pero no lograron pasar a la final, obteniendo el 16° puesto con catorce puntos. 
También ha participado en el Festival de Eurovisión como corista en otras ocasiones: junto a Claudia Beni por Croacia en 2003, en 2007 con Alenka Gotar por Eslovenia, en 2008 con Stefan Filipović por Montenegro y con Maja Keuc y Eva Boto en 2011 y 2012, respectivamente, y ha sido por última vez con Sergej Ćetković.
| Predecesor: Rebeka Dremelj con «Vrag naj vzame» | Eslovenia en el Festival de Eurovisión 2009 (junto a Quartissimo) | Sucesor: Roka Žlindre y Kalamari con «Narodnozabavni rock» |

- Datos: Q270086
- Multimedia: Martina Majerle (singer) / Q270086